# سیاه‌مرزکوه
سیاه مرزکوه، روستایی است از توابع بخش کمالان شهرستان علی‌آباد در استان گلستان ایران.

## جمعیت
این روستا در دهستان استرآباد قرار دارد و براساس سرشماری مرکز آمار ایران در سال ۱۳۹۵، جمعیت آن در فصل بهار و تابستان بیشتر از فصل های دیگر می‌باشد.
اکثریت اهالی دارای ملک در این روستا با نام خانوادگی تجری و سیاه مرگوئی هستند و روستای آبا و اجدادی آنهاست و غالبا بزرگان خاندان در این روستا ییلاق می گزینند.
طی آمار صورت گرفته جدید در سال ۹۵ جمعیت به ۱۴۰ خانوار در فصل تابستان به ۴۰۰ نفر رسیده است. این روستا ییلاقی بهترین روستا در بخش کمالان به شمار می رود